# Watsonville
Watsonville är en stad (city) i Santa Cruz County, i delstaten Kalifornien, USA. Enligt United States Census Bureau har staden en folkmängd på 51 586 invånare (2011) och en landarea på 17,3 km².